# 커리어관료
커리어관료(일본어: キャリア官僚 캬리아칸료[*])란 일본에서 국가공무원시험 중 종합직시험, 상급갑종시험, I종시험 등에 합격해 간부후보생으로서 중앙성청에 채용된 국가공무원 내지 관료를 말한다.
고급관료와 그 후보생의 등용, 승진 시스템을 커리어제도, 커리어시스템이라고 한다. 어떤 시험을 거쳐 채용되었는지에 따라 신입 공무원을 구분하여 고급시험 출신자만을 간부후보그룹으로 선발한다. 이렇게 구분된 간부후보생들을 “커리어”라 하며, 그들은 다른 직원들(“논커리어”)과 구분해 일률적으로 인사관리가 이루어져 훨씬 빠른 속도로 승진하고, 자연히 고위관료의 지위를 독점한다. 다만 부처마다 시스템이 조금씩 달라서 통일적인 정의는 없다. 예컨대 법무성에서는 일부 검찰관이 커리어로 취급되며, 도도부현경찰을 비롯해 많은 직원을 거느린 경찰조직은 국가II종 경찰청채용 경찰관을 준커리어(세미커리어)라고 부르는 등 예외가 있다. 어디까지를 커리어라고 하는지도 부처마다 다르다. 국가I종 “행정”, “법률”, “경제” 부문 고시합격자를 보통 커리어라고 하지만,  광의적으로는 기관직을 포함한 국가I종 합격자 전체를 가리킨다. “제도”라고 불리기는 하지만 현행의 커리어제도에 대한 법적 근거 따위는 존재하지 않으며, 순전히 관행으로서 운용이 이루어지고 있다.
커리아는 승진이나 급여 등 대우가 논커리어와 비교할 수 없을 정도로 좋다. 취직하고 나서 상당한 경험을 쌓은 후부터 뚜렷한 차이가 나기 시작한다. 커리어는 정책의 기획・입안이나 법령안 작성 등 책임이 무거운 직무를 맡는 경우가 많다. 커리어 동기들은 본청 실장급까지 거의 나란히 승진하고, 이후 출세경쟁에서 탈락한 사람은 지방지분부국・지방공공단체・외곽단체 등의 간부직원으로 나가거나 민간기업에 재취업, 또는 정치인으로 변신한다. 경쟁에서 승리한 일부는 고위관료(관례적으로 본성 국장급 이상을 지칭함)까지 승진한다.
커리어관료의 일반적인 최고 정점은 각 부처의 관료들 가운데 최고위인 사무차관이 되는 것이다. 공정취인위원회 사무총장, 경찰청 경찰청장관, 금융청 금융청장관, 소비자청 소비자청장고나, 회계검사원 사무총장 등이 사무차관과 동격의 지정직봉급 표 8호봉으로 관료 최고위직에 해당한다. 다만 소방청, 수산청, 기상청 등 각성(各省)의 외국인 청의 장관들은 지정직 봉급 표6-7호봉으로, 사무차관 및 사무차관급 청장관보다는 아래다.  일반적으로 동기 또는 후배 가운데 사무차관이 탄생하면 동년차 커리어는 정년을 기다리지 않고 퇴직한다.

## 역사
커리어제도는 메이지시대에 일본제국을 근대국가로 만들기 위해 독일제국의 공무원채용제도를 참고하여 1888년 개시했던 시보제도(試補制度)에서 기원한다. 이 때 제국대학 출신자를 먼저 무시험으로 임용하고, 부족한 인원들을 시험선발로 채용했다.  그러나 제국대학 출신자의 무시험 임용에 대한 비판이 많아, 1894년 고등문관시험(약칭 고문시험) 제도가 탄생했고, 이것이 지금의 커리어를 채용하는 고시와 거의 같다. 고문 합격자를 고등관이라고 했으며, 고등관은 칙령에 의해 비고등관(판임관)과 엄격히 분리되어 현재의 커리어와 비교해서도 빠른 속도로 승진했다.
2차대전 패전 이후 미군정은 일본의 신분제적 공무원제도를 뜯어고치고 미국의 직계제를 도입하려 했으나, 각 성청의 저항으로 불철저하게 끝났다. 고문시험이 폐지되고 국가상급시험을 거쳐 국가I종채용이 되었지만, 본질적으로 이름만 바뀐 것일 뿐 일제시대의 고등관 채용 및 승진제도와 거의 변한 것이 없다. 그리고 전후 제도상으로 폐지된 고등관을 대신해 “커리어”라는 말이 속칭으로서 정착된 것이다.
2008년 통과된 국가공무원제도개혁기본법에 의거, 국가I종・II종・III종시험을 2011년을 끝으로 폐지하고, 2012년부터 “종합직(원졸자시험, 대졸정도시험)”, “일반직(대졸정도・고졸정도)”, “전문직” 구분에 따른 국가공무원 채용시험이 도입되었다. 당시 행정개혁담당대신 와타나베 요시미는 이 제도변경으로써 “현행 커리어시스템은 폐지되고 근본적으로 다른 구조가 완성된다”고 국회 질의에서 자평했다. 하지만 실제 운용에서는 종합직 시험이 구 I종시험(커리어)을, 일반직 시험은 II종 및 III종 시험(준커리어)을 계승하는 형태나 마찬가지라 커리어제도는 여전히 강고하다.